# AppNeta
AppNeta — американская компания, занимающаяся производством программного обеспечения. Штаб-квартира расположена в Бостоне, штат Массачусетс, офисы по исследованию и разработке базируются в Ванкувере, Британская Колумбия.

## История
Компания была основана в июле 2000 года Ирфханом Райани под первоначальным названием Jaalam Research (позже, Jaalam Technologies). Её первым продуктом стал Appare.Net.
В декабре 2002 года должность исполнительного директора занял Гленн Уонг. В августе 2003 года компания сменила название на Apparent Networks, в соответствии с названием своего продукта. В январе 2004 Уонг ушёл в отставку и должность исполнительного директора вновь занял Райани.
Венчурными инвесторами компании являются SolarWinds, Bain Capital Ventures, JMI Equity, Egan-Managed Capital и Банк по развитию бизнеса Канады.
В 2019 году журнал Inc. включил AppNeta в "Список лучших работодателей 2019" за поддержку компанией сотрудников и их семьи.

## Награды
- "Best Use of Cloud Delivery" от Enterprise Management Associates (EMA) Radar™ Report в категории Application-Aware Network Performance Management (ANPM) Q3 2010[7]
- "Strong Value" от Enterprise Management Associates (EMA) Radar™ Report в категории Application-Aware Network Performance Management (ANPM) Q3 2010[7]
- "Tech Innovator" от Xchange Technology Innovator Awards в категории управляемых сервисов[8]
- "Customer Enhancement Value of the Year 2010" от Frost & Sullivan[9]
- "2010 Excellence Award" от Unified Communications[10]